# Galeruca maculaticeps
Galeruca maculaticeps es una especie de insecto coleóptero de la familia Chrysomelidae.
Fue descrita científicamente en 1920 por Pic.